# 프로레슬링 경기 방식 목록
이 목록은 프로 레슬링에 관한 경기 방식 목록이다.

## 기본 경기

### 원 폴 경기 (One fall match)
프로레슬링의 기본 경기중 하나로 핀폴이나 서브미션 하나로 이기는 경기이다. 기본 경기이기 때문에 실격과 카운트 아웃이 적용된다.

### 태그팀 경기 (Tag Team match)
프로레슬링의 기본 경기중 하나로 2대2, 3대3, 4대4... 로 하는 태그팀 경기이다. 원 폴 경기와 마찬가지로 핀폴이나 서브미션 하나로 이기는 경기이다. 실격과 카운트 아웃은 물론 태그가 맞지 않는 상황의 카운트도 적용된다.

### 태그팀 제거 경기 (Tag Team elimination match)
프로레슬링의 기본 경기중 하나로 2대2, 3대3, 4대4... 로 하는 태그팀 경기이다. 핀폴이나 서브미션으로 상대선수를 제거 시키는 경기이다. 실격과 카운트 아웃도 적용되기 때문에 그걸로 당한 사람도 제거 될수가 있다. 상대의 선수들이 없어질때까지 제거시키면 이길수 있다. 서바이버 시리즈에서 5대5로 펼치는 전통적인 서바이버 제거 경기가 있다.

### 핸디캡 매치 (Handicap match)
프로레슬링의 기본 경기중 하나로 1대2, 1대3, 2대3... 로 하는 경기이다. 원 폴 경기와 마찬가지로 핀폴이나 서브미션 하나로 이기는 경기이다. 실격과 카운트 아웃은 적용되지만 적용되지 않는 경우도 있다.

### 챔피언십 경기 (Championship match)
원폴 경기나 태그팀 경기에서 챔피언십이 걸리는 경기이다. 핀폴이나 서브미션 하나로 이겨서 챔피언이 되거나 방어하나, 실격과 카운트 아웃으로 끝나면 아무리 승리해도 챔피언이 되지 않는다. 그러나 단장의 요청으로 실격과 카운트 아웃으로 챔피언이 바뀔수도 있다.

### 라스트 찬스 매치 (Last Chance match)
한 선수가 챔피언십을 도전하는 마지막 경기를 치루는 방식이다. 이 경기에서 패배하면 더 이상 챔피언십 매치에 도전할 수 없다.

### 위너 테이크 올 매치 (Winner Take All match)
두 선수가 서로 자신들의 챔피언십을 걸고 1대1로 경기를 치른다. 핀폴이나 서브미션 하나로 이기는 경기로 이긴 사람이 모든 챔피언십을 갖게 된다.

## 고급 경기

### No DQ 매치 (No Disqualification match)
원 폴 경기에서 실격과 카운트 아웃이 적용되지 않아 언제 어디든지 할 수 있는 경기이다. 핀폴이나 서브미션 하나로 이길수 있다. 단 링 안에서만 해야 된다. 다른 용어로는 노 홀즈 바드 매치(No holds barred match)나 스트리트 파이트 매치(Street fight match)가 있다.

### 서브미션 매치 (Submission match)
이 경기방식은 서브미션 만으로 이길수 있기 때문에 핀폴은 적용되지 않는다.

### 폴스 카운트 애니웨어 매치 (Falls Count Anywhere match)
마찬가지로 실격과 카운트 아웃이 적용되지 않아 언제 어디든지 할 수 있는 경기이다. 핀폴만 가능하며 핀폴도 어디든지 할 수 있다.

### 바디슬램 챌린지 (Bodyslam challenge)
핀폴과 서브미션이 적용되지 않는 경기로 상대를 바디 슬램을 성공적으로 시전하면 승리하는 경기이다. 대표적인 선수는 요코주나를 시전한 렉스 루거(1993년)이다.

### 마스터 락 챌린지 (Master Lock challenge)
핀폴과 서브미션이 적용되지 않는 경기로 크리스 매스터즈의 서브미션 기술인 마스터 락을 풀거나 반대로 매스터즈가 항복하면 승리하는 경기이다. 마스터 락을 처음 푼 선수는 바비 래쉴리(2007년)이다.

### 라스트 맨 스탠딩 매치 (Last man standing match)
실격과 카운트 아웃은 물론 핀폴과 서브미션이 전혀 적용되지 않는 경기로 상대가 카운트 10까지 일어나지 못해야 승리하는 경기이다.

### 블라인드 매치 (Blind Match)
선수들이 안대를 쓰고 눈을 가린채로 대결하는 경기로 핀폴과 서브미션으로 이길수 있다. 안대를 벗으면 실격으로 처리된다.

### 헤어 대 헤어 매치 (Hair vs. Hair match)
자신의 머리를 걸어야 하는 경기이다. 핀폴이나 서브미션으로 이기는 경기로 이긴 사람이 진 사람의 머리를 삭발해야하는 경기이다. 대표적인 선수는 2002년의 커트 앵글과 2010년의 CM 펑크이다.

### 마스크 대 마스크 매치 (Mask vs. Mask match)
헤어 대 헤어 매치와 유사한 경기로 마스크를 걸어야 하는 경기이다. 핀폴이나 서브미션으로 이기는 경기로 진 사람이 자신의 마스크를 벗어야 한다. 대표적인 선수는 레이 미스테리오(1999년)와 케인(2003년)이다.

### 퍼스트 블러드 매치 (First blood match)
실격과 카운트 아웃은 물론 핀폴과 서브미션이 전혀 적용되지 않는 경기로 상대가 출혈이 발생해야 승리하는 경기이다.

### 토네이도 태그팀 매치 (Tornado tag team match)
실격과 카운트 아웃이 전혀 적용되지 않는 태그팀 경기로 태그를 하지 않아도 마음껏 경기를 할 수 있는 태그팀 매치이다. 핀폴이나 서브미션으로 이기는 경기이다.

### 럼버잭 매치/럼버질 매치 (Lumberjack match/Lumberjill match)
남성은 럼버잭이고 여성은 럼버질이다. 링밖에 있는 여러 선수들이 있는 상태로 대결하는 경기이다. 핀폴이나 서브미션으로 이기는 경기이다.

### 깃발 매치 (Flag match)
실격과 카운트 아웃은 물론 핀폴과 서브미션이 전혀 적용되지 않는 경기로 자신의 국기를 먼저 들어야 이기는 경기이다.

### 키스 마이 풋 매치 (Kiss My Foot match)
이 경기에서 지면 이긴 사람의 발에 뽀뽀를 해야하는 경기이다.

### 스핀 더 휠, 메이크 더 딜 (Spin the Wheel, Make the Deal)
회전 룰렛으로 어떤 경기가 선택될 수 있을지 보는 방식이다.  WWE에서의 용어는 러 룰렛 (Raw Roulette)이라고도 한다.

### 얼티밋 X 매치 (Ultimate X match)
사다리 매치와 약간 동일한 TNA 한정 경기로 X자의 4개의 장애물을 이용해 X자의 줄에 매달리는 챔피언십을 먼저 잡은 사람이 승자가 된다. 챔피언십이 아닌 경우 X모양의 물건을 먼저 잡으면 된다.

### 피스트 오 파이어드 (Feast or Fired)
TNA에서만 하는 경기로 머니 인 더 뱅크 매치와 유사한 경기이다. 링의 4개의 코너에 있는 폴대 꼭대기에 각각의 가방이 걸려있으며 4개의 가방을 얻는 선수들이 승자가 된다. 2016년까지는 4개의 가방중 3개의 가방이 챔피언십 매치 도전권이 있는 가방이었고 나머지 1개는 해고통지서가 들어있는 가방이었다. 다른 용어로는 레이스 포 더 케이스 (Race For The Case) 혹은 체이스 포 더 케이스(Chase For The Case)이다. 피스트 오 파이어드 참조.

### 루저 리브 타운 매치 (Loser Leaves Town match)
이 경기에서 지면 해당 레슬링 단체나 브랜드에서 떠나야 하는 경기이다.

### 은퇴 매치 (Retirement match)
이 경기에서 지면 은퇴 해야하는 경기이다. 또한 해당 선수의 가장 마지막으로 치루는 경기도 있다. 2008년의 릭 플레어와 2010년의 숀 마이클스가 유명하다.

## 스트립 경기
해당하는 옷을 벗기는 경기로 핀폴이나 서브미션은 적용되지 않는다.

### 브라 앤 팬티 매치 (Bra and panties match)
디바들만이 하는 경기로 브래지어와 팬티를 보일 수 있도록 먼저 옷(상의,하의)을 벗기는 선수가 승자가 된다.

### 턱시도 매치 (Tuxedo match)
남성들이 하는 경기로 먼저 턱시도를 모두 벗기는 선수가 승자가 된다.

### 이브닝 가운 매치 (Evening Gown match)
디바들만이 하는 경기로 먼저 이브닝 가운(축제의상)을 벗기는 선수가 승자가 된다.

## 3인 이상 경기

### 트리플 쓰렛 매치 (Triple Threat match)
1대1대1로 3명이 대결하는 경기. No DQ 매치처럼 실격과 카운트 아웃이 적용되지 않는 경기로 핀폴이나 서브미션 하나로 이길수 있다.

### 페이탈 포 웨이 매치 (Fatal Four Way match)
1대1대1대1로 4명이 대결하는 경기. 마찬가지로 실격과 카운트 아웃이 적용되지 않는 경기로 핀폴이나 서브미션 하나로 이길수 있다. 이 경기를 중심으로 한 2010년의 PPV인 페이탈 4-웨이가 열렸으나 1번만 열리고 폐지되었다.

### 식스팩 챌린지 매치 (six pack challenge match)
6명이 개인전으로 대결하는 경기. 마찬가지로 실격과 카운트 아웃이 적용되지 않는 경기로 핀폴이나 서브미션 하나로 이길수 있다.

### 일리미네이션 매치 (Elimination match)
3명이상으로 대결하는 경기. 핀폴이나 서브미션으로 선수를 제거시킬 수 있는 경기로 끝까지 살아남는 1명이 승자가 된다. 이 경기방식과 철장매치등의 응용으로 한 일리미네이션 체임버 매치가 있다. 위 다자간 매치와 달리 실격과 카운트 아웃은 적용되어 있다.

## 무기관련 경기

### 하드코어 매치 (Hardcore match)
No DQ 매치와 동일한 경기로 어떤 무기든 사용할 수 있다. ECW에서도 유명하였으며 하드코어 매치 중 하드코어 전설인 믹 폴리가 대표적으로 출전하였다. 다른 용어로는 ECW의 익스트림 룰즈 매치 (Extream rules match), TNA의 몬스터 볼 매치 (Monster's Ball match)가 있다.

### 사다리 매치 (Ladder match)
실격과 카운트 아웃이 적용되지 않는 경기로 사다리로 대결하는 경기이다. 챔피언십 매치나 소유권(챔피언십매치 계약서/가방 등) 경기의 경우에는 공중에 매달려 있는 챔피언십/소유권을 먼저 따내는 사람이 승자가 된다. 아래의 테이블과 철제의자를 더 하여 TLC: 테이블, 레더, 체어 매치가 있고 이 경기의 응용으로 머니 인 더 뱅크 매치 (Money in the Bank match)도 있다. 사다리 매치에서는 하디 보이즈가 유명하였다.

### 테이블 매치 (Table match)
실격과 카운트 아웃은 물론 핀볼과 서브미션까지 적용되지 않는 경기로 테이블로 대결하는 경기이다. 승리하기 위해서는 상대를 이용하여 테이블을 두동강으로 만들어야 한다. 테이블 매치에서는 더들리 보이즈가 유명하였다.

#### 테이블 투 폴 매치 (Table to fall match)
실격과 카운트 아웃이 적용되지 않는 테이블 경기이다. 일반 테이블 경기의 경우에는 상대를 이용하여 테이블을 두동강으로 만들어야 승리할 수 있지만 이 경기에는 싱글 원폴 경기처럼 핀폴이나 서브미션으로만 이길수 있는 테이블 경기이다.

### 체어 매치 (Chair match)
실격과 카운트 아웃은 적용되지 않는 경기로 철제 의자를 사용할 수 있는 경기이다.

### 싱가포르 케인 매치 (Singapore Cane Match)
실격과 카운트 아웃이 적용되지 않는 경기로 죽도로 대결하는 경기이다. ECW에서도 많이 사용하였으며 샌드맨이 대표적이다. 핀폴이나 서브미션으로 이길수 있다.

### 로프 매치 (Rope match)
실격과 카운트 아웃이 적용되지 않는 경기로 두 선수의 팔을 한 밧줄로 서로 묶인 상태로 대결하는 경기이다.

### 스트랩 매치 (Strap match)
로프 매치와 마찬가지로 실격과 카운트 아웃이 적용되지 않는 경기로 두 선수의 팔을 한 채찍으로 서로 묶인 상태로 대결하는 경기이다.

## 철장/감옥 경기

### 스틸 케이지 매치 (Steel Cage match)
WWE의 기본적인 철장 경기로 실격이 적용되지 않는 경기다. 승리하기 위해서는 핀폴이나 서브미션, 또는 철장 밖으로 나가야 한다.

### 워게임 (WarGames)
프로레슬링의 철장 경기 중 하나로 NWA, WCW에서 했던 철장 경기로 WWE에서는 2017년 NXT 테이크오버를 통해 부활 하였다. 2개의 링과 1개의 철장으로 구성 된 워게임의 규칙은 5대5(혹은 4대4) 중 먼저 1대1로 입장해서 시작된다. 일정 시간이 지날 때 마다 각 1명씩 워게임에 입장하여 진행한다. 모든 선수들이 입장한 이 후 핀폴과 서브미션으로 상대 팀을 이길 수 있다.

### 펀자비 프리즌 매치 (Punjabi Prison match)
펀자비 프리즌 매치(Punjabi Prison match)는 프로레슬링의 경기중 하나로 펀자브산 대나무로 만든 감옥에서 대결하는 경기이다. 펀자비 프리즌 매치는 감옥이 2개가 있다. 내부는 4.8M, 외부는 6.0M의 높이다. 내부는 문이 4개가 있고 외부에는 문이 없다. 심판에게 문을 열라는 지시를 하면 그 문이 1분동안 열리게 된다. 1분이 지나면 그 문은 영원히 닫히게 된다. 이 경기에는 핀폴과 서브미션이 인정되지 않으므로 이기기 위해서는 먼저 펀자비 감옥에서 무조건 완전히 탈출해야 한다.

### 인페르노 매치 (Inferno match)
링 로프에 불이 붙어있는 경기로 케인이 창조한 경기이기도 하다. 실격, 카운트 아웃, 핀폴, 서브미션이 전혀 적용되지 않는 경기로 상대에게 불을 붙어야 승리할 수 있는 경기이다.

### 사자굴 매치 (Lion's Den match)
이종격투기형식의 감옥 경기로 켄 샴락이 많이 출전하였다.

### 전기 철장 매치 (Electrified Cage match)
철장에서 전기가 흘러나오는 철장 경기로 어떤 프로레슬러라도 철장에 대면 전기를 자극받는다. 무기도 사용할 수 있으며 핀폴이나 서브미션으로만 이길수 있다.

### 어사일럼 매치 (Asylum Match)
딘 앰브로스가 창조한 철장 경기로 실격이 적용되지 않는 경기다. 철장의 외형은 기본 철장과 같지만 색은 검은색이며 철장 위에 무기들이 매달려 있어서 그 무기들을 따내서 사용할 수 있다. 핀폴이나 서브미션으로 이길 수 있다.

## 특정 장소 경기

### 피그 팬/호그 팬 매치 (Pig Pen Match/hog Pen Match)
돼지우리 안에서 열리는 경기이다. 또한 상대를 돼지우리에 보내야 이기는 경기도 있다. 대표적인 경기는 2009년 익스트림 룰즈의 산티나 마렐라대 비키 게레로의 대결이다.

### 파킹 롯 브로울 (Parking Lot Brawl)
주차장에서 대결하는 경기이다. 핀폴이나 서브미션으로 이길수 있다.

### 보일러 룸 브로울 (Boiler Room Brawl)
보일러실에서 대결하는 경기이다. 먼저 보일러실을 탈출한 선수가 승자가 된다. 맨카인드가 많이 출전하였다.

### 진흙탕/푸딩 매치 (Mud/Pudding Match)
진흙탕이나 푸딩에서 대결하는 경기로 주요 디바들이 하는 경기이다.

### 무관중 경기 (Empty Arena match)
관중이 한명도 없는 경기장에서 대결하는 경기로 핀폴과 서브미션으로 이길수 있다. 코로나19로 인해 2020년 3월 13일 스맥다운에서 무관중 상태로 처음 열렸다.
미국에서 코로나19가 심해지자 결국 2020년 레슬매니아36가 2일동안 열리는 무관중 PPV로 확정되면서 사상 최초의 무관중 레슬매니아로 기록이 되었다.

### 트릭 오어 스트리트 파이터 (Trick or Street Fight)
할로윈 장식으로 한 배경에서 대결하는 경기로 경기안에 호박들과 할로윈 관련 무기들이 마련되어 있다.

### 미라클 온 34th 스트리트 파이트 (Miracle on 34th Street Fight)
크리스마스 장식으로 한 배경에서 대결하는 경기이다.

## 컨테이너 변형관련 경기
경기의 컨테이너를 변화 시켜서 특수 경기로 활성하였다. 대부분이 언더테이커가 창조하였으므로 관 경기,라스트 라이드,생매장 경기등을 개발하였다.

### 생매장 경기 (Buried Alive match)
언더테이커가 창조한 경기중 하나이다. 실격, 카운트 아웃, 핀폴, 서브미션이 전혀 적용되지 않는 경기로 승리하기 위해서는 상대를 무덤에 끝까지 뿌려야 한다.

### 관 경기 (Casket match)
언더테이커가 창조한 경기중 하나이다. 실격, 카운트 아웃, 핀폴, 서브미션이 전혀 적용되지 않는 경기로 승리하기 위해서는 상대를 관에 넣어 닫아야 한다.

### 라스트 라이드 매치 (Last Ride match)
언더테이커가 창조한 경기중 하나이다. 실격, 카운트 아웃, 핀폴, 서브미션이 전혀 적용되지 않는 경기로 승리하기 위해서는 상대를 영구차의 뒤에 태워 직접 운전해서 안보이는 곳까지 가야 한다.

### 구급차 매치 (Ambulance match)
실격, 카운트 아웃, 핀폴, 서브미션이 전혀 적용되지 않는 경기로 승리하기 위해서는 상대를 구급차에 넣어 닫아야 한다.

### 스트레처 매치 (Stretcher match)
실격, 카운트 아웃, 핀폴, 서브미션이 전혀 적용되지 않는 경기로 승리하기 위해서는 상대를 들 것에 눕혀서 해당선까지 실러가야 한다.

### 쓰레기 통 매치 (Dumpster match)
실격, 카운트 아웃, 핀폴, 서브미션이 전혀 적용되지 않는 경기로 승리하기 위해서는 상대를 쓰레기 통에 들어가게 해야 한다. 최근에 열린 경기는 2017년 브라운 스트로우먼 대 칼리스토의 대결이다.

## 서바이벌 관련 경기

### 배틀 로얄 매치 (Battle royal match)
10~40명의 선수 혹은 팀이 링안에서 시작하여 선수들을 링밖으로 제거시키는 경기이다. 탑 로프 위에서 선수를 링밖으로 넘긴 뒤 두발 이상이 땅에 닿아줘야 탈락 시킬 수 있다. 한발만 땋에 닿으면 탈락으로 인정하지 않는다. 예외적으로 디바 혹은 미니(난쟁이) 배틀 로얄에서는 어느 로프에서 링밖으로 넘겨도 모두 탈락 시키는 경우도 있다. 끝까지 살아남는 1명의 선수나 하나의 팀이 승자가 된다. 2014년부터 매년 레슬매니아에서 앙드레 더 자이언트의 추모를 위한 남성 전용 배틀로얄인 앙드레 더 자이언트 기념 배틀 로얄 경기와 2018년 레슬매니아 34부터 열릴 여성 전용 배틀로얄인 레슬매니아 위민스 배틀 로얄 경기 있다. 배틀 로얄 참조.

### 건틀렛 매치 (Gauntlet match)
한명의 선수가 2명 이상의 상대를 순서대로 1대1 경기를 해야하는 방식이다.

### 태그팀 터모일 매치 (Tag Team Turmoil match)
태그팀 경기방식 중 하나로 세 태그팀 이상이 참전하는 경기이다. 핀폴 혹은 서브미션이 적용되며 태그팀 대결에서 어느 태그팀이 패배하면 다음 태그팀이 들어와 경기를 진행한다. 마지막에 상대 팀을 핀을 딴 팀이 승팀이 된다.

### 비트 더 클락 챌린지 (Beat The Clock Challenge)
여러 선수들이 1대1 원폴경기로 시간으로 대결하는 방식이다. 첫번째 경기에서 한 선수가 승리를 따내며 정해진 시간으로 친 뒤 그 이후의 경기에서 정해진 시간을 단축해서 승리해야 한다. 만약 정해진 시간이 지나면 그 결과는 무승부로 간주된다. 가장 짧은 시간으로 승리한 선수가 최후의 승자가 된다.

### 월드 워 3 (World war 3)
WCW에서 했던 PPV의 경기였다. 3개의 링과 각 1개의 링 당 20명으로 총 60명이 출전하는 배틀 로얄 경기이다. 배틀 로얄 매치와 동일한 방식으로 끝까지 살아남는 1명의 선수가 승자가 된다.

### 쓰리 스테이지 오브 헬 매치 (Three Stages of Hell match)
3전 2선승제로 대결하는 경기이다. 3경기 중 원 폴 경기 외에 어떤 경기를 할 수 있다.

### 챔피언십 스크램블 (Championship Scramble)
제한시간 20분 동안 5명이 대결하는 경기로 먼저 2명이 대결하고 5분 마다 1명씩 투입한다. 핀폴이나 서브미션으로 따내면 임시 챔피언이 된다. (임시 챔피언은 공식기록으로 인정하지 않는다.) 제한시간이 다 되면 임시 챔피언이 정식 챔피언이 된다.

## 비 레슬링 경기

### 팔씨름 경기 (Arm wrestling match)
내용 그대로 팔씨름 경기이며 상대의 손등이 바닥에 닿으면 이길수 있다. 주로 마크 헨리가 참전 하였다.

### 복싱 경기 (Boxing match)
내용 그대로 복싱 경기이며 해당 라운드까지 끝나고 좋은 판정을 받거나 상대가 10 카운드까지 일어나지 못하면 이길수 있다.

### 스모 경기 (Sumo match)
내용 그대로 스모 경기이며 상대를 경기장의 선 밖으로 내보내거나 넘어뜨리면 이길수 있다. 대표적인 경기는 빅쇼와 아케보노의 경기이다.

### 종합격투기 경기 (Mixed Martial Arts match)
내용 그대로 종합격투기(MMA) 경기이며 해당 라운드까지 끝나고 좋은 판정을 받거나 상대에게 항복을 받거나 상대를 TKO로 잡으면 이길수 있다. 프로레슬러들 중 바티스타, 브록 레스너, CM 펑크가 MMA로 진출하였다. 켄 샴락과 론다 로우지, 셰이나 베이즐러는 프로레슬러가 되기 전에 이미 MMA를 활동했었다.

### 배게 싸움 (Pillow fight)
내용 그대로 베개싸움이며 디바들만이 하는 경기이다. 란제리 혹은 파자마 입은 상태로 경기를 한다. 핀폴이나 서브미션으로 이길수 있다.